# Kurt Gerhard Fischer
Kurt Gerhard Fischer (* 5. Januar 1928 in Leipzig; † 1. Dezember 2001 in der Toskana) war ein deutscher Politikdidaktiker und Hochschullehrer an der Justus-Liebig-Universität Gießen. Er ist einer der „Gründungsväter“ der Politikdidaktik in Deutschland und leitete in den 1960er Jahren die „didaktische Wende“ für die politische Bildung ein, mit der die wesentlichen Entscheidungen der Unterrichtsplanung, insbesondere die Auswahl und Strukturierung von Lerninhalten, zum Gegenstand der fachdidaktischer Theoriebildung wurden.

## Leben
Kurt Gerhard Fischer, Sohn von Magdalene Fischer, geborene Michael, und des Lokomotivführers Franz Fischer, besuchte ein Gymnasium, studierte Pädagogik, Philosophie und Psychologie in Leipzig und, nachdem er 1948 vom Studium in Leipzig ausgeschlossen wurde, in Frankfurt am Main. Von 1950 bis 1955 war er Wissenaschaftlicher Assistent. 1952 wurde er in Frankfurt zum Doktor der Philosophie promoviert. Zunächst arbeitete er von 1955 bis 1958 als Berufsschullehrer. Sein Buch Der politische Unterricht (1960) trug maßgeblich zur Etablierung der neuen Disziplin bei. Er wirkte ab 1962 als Dozent in Gießen und ab 1970 bis zu seiner Emeritierung als Professor in der Didaktik der Sozialkunde ab 1972 als Professor für Didaktik der Gesellschaftswissenschaften an der Universität Gießen. 1988 verließ der in Reiskirchen Lebende Deutschland in Richtung Italien.
Er verfasste und gab eine erfolgreiche Schulbuchreihe (Gesellschaft und Politik, Metzler) für die politische Bildung heraus und wirkte in Hessen in der Lehrplankommission sowie als langjähriger Zweiter Vorsitzender der Deutschen Vereinigung für politische Bildung (DVPB), für die er 1982 in Gießen den ersten Bundeskongress für politische Bildung organisierte. Er war der erste Schriftleiter der (von 1956 bis 1972 erschienenen) Zeitschrift Gesellschaft–Staat–Erziehung/GSE. Ferner nahm er schon früh die Fragen interkulturellen Lernens auf und begann in den 1980er Jahren ein erstes vergleichendes Forschungsprojekt zur Situation der politischen Bildung in Westeuropa und zu Perspektiven ihrer Europäisierung. Ferner veröffentlichte er Schriften zur Erwachsenenbildung und machte die Werke vieler historischer Pädagogen zugänglich: Friedrich Wilhelm Foerster, Don Bosco, Jean Paul und Adalbert Stifter, was ihm die Mitgliedschaft im Adalbert-Stifter-Institut des Landes Oberösterreich und 1964 die Verleihung des Ehrenkreuzes für Wissenschaft und Kunst der Republik Österreich einbrachte.
Fischer mochte die Lebensart im Süden Italiens. Schon in den späten 1950er Jahren hielt er sich mehrere Jahre lang rund 10 km nördlich von Guardia Piemontese in Kalabrien auf, schrieb literarische Bücher mit Reiseeindrücken und verbrachte seinen Ruhestand ganz in der Toskana und Italien.

## Schriften (Auswahl)
- Zur Frage einer pädagogischen Herbart-Renaissance heute. Philosophische Dissertation Frankfurt am Main 1952.
- mit Karl Herrmann und Hans Mahrenholz: Der politische Unterricht. Gehlen, Bad Hornburg v. d. Höhe 1960; 2., erweiterte Auflage (mit Helmut Freudel und Friedrich C. Brune) 1965; 3., neu bearbeitete Auflage (unter Mitarbeit von Wolfgang Eckhardt) 1973, ISBN 978-3476200204.
- Mein calabresisches Tagebuch. Progress-Verlag, Fladung/Gundemhausen (bei Darmstadt) 1962.
- Die Pädagogik des Menschenmöglichen – Adalbert Stifter. 1962.
- Jean Paul als Pädagoge. Nachwort zu: Jean Paul: Levana oder Erziehlehre. Schöningh, Paderborn 1963 (S. 299–330). Hg. K. G. Fischer (Reihe: Schöninghs Sammlung pädagogischer Schriften. Quellen zur Geschichte der Pädagogik).
- Briefe aus der Basilicata. 1963.
- Einführung in die Politische Bildung. 1970; 3. Auflage 1973.
- Zur Sache Bildung. 1970.
- als Hrsg.: Zum aktuellen Stand der Theorie und Didaktik der Politischen Bildung. 1975: 4. Auflage 1980.
- Das Exemplarische im Politikunterricht. Beiträge zu einer Theorie politischer Bildung. Schwalbach/Ts. 1993.
- als Hrsg.: Documenta Paedagogica Austriaca – Adalbert Stifter (= Schriftenreihe des Adalbert Stifter-Instituts des Landes Oberösterreich. Band 15). 2 Bände. Linz 1961.-
- als Hrsg.: Giovanni Bosco: Pädagogik der Vorsorge. 1966.